# Aire urbaine du Lardin-Saint-Lazare
L'aire urbaine du Lardin-Saint-Lazare était une aire urbaine française constituée autour de la ville du Lardin-Saint-Lazare, en Dordogne.
En 2020, l'Insee définit un nouveau zonage d'étude : les aires d'attraction des villes en remplacement des aires urbaines. Le Lardin-Saint-Lazare en est dépourvu.

## Caractéristiques
L'aire urbaine du Lardin-Saint-Lazare était composée de trois communes, toutes situées en Dordogne.
Son pôle urbain était l'unité urbaine du Lardin-Saint-Lazare, formée des trois mêmes communes.

### Communes
Selon la délimitation de 2010, les communes appartenant à l'aire urbaine du Lardin-Saint-Lazare étaient Beauregard-de-Terrasson, Condat-sur-Vézère et Le Lardin-Saint-Lazare.

## Évolution démographique
L'évolution démographique ci-dessous concerne l'aire urbaine selon le périmètre défini en 2010.
| 1968  | 1975  | 1982  | 1990  | 1999  | 2007  | 2012  | 2017  |
| ----- | ----- | ----- | ----- | ----- | ----- | ----- | ----- |
| 2 968 | 3 370 | 3 521 | 3 607 | 3 325 | 3 497 | 3 482 | 3 338 |